# Carrizo Hill, Texas
Carrizo Hill là một nơi ấn định cho điều tra dân số (CDP) thuộc quận Dimmit, tiểu bang Texas, Hoa Kỳ. Năm 2010, dân số của nơi này là 582 người.

## Dân số
- Dân số năm 2000: 548 người.
- Dân số năm 2010: 582 người.